# Kirmaushenkreena
Kirmaushenkreena is een geslacht van haften (Ephemeroptera) uit de familie Baetidae.

## Soorten
Het geslacht Kirmaushenkreena omvat de volgende soorten:
- Kirmaushenkreena zarankoae